# Dessalines (arrondissement)

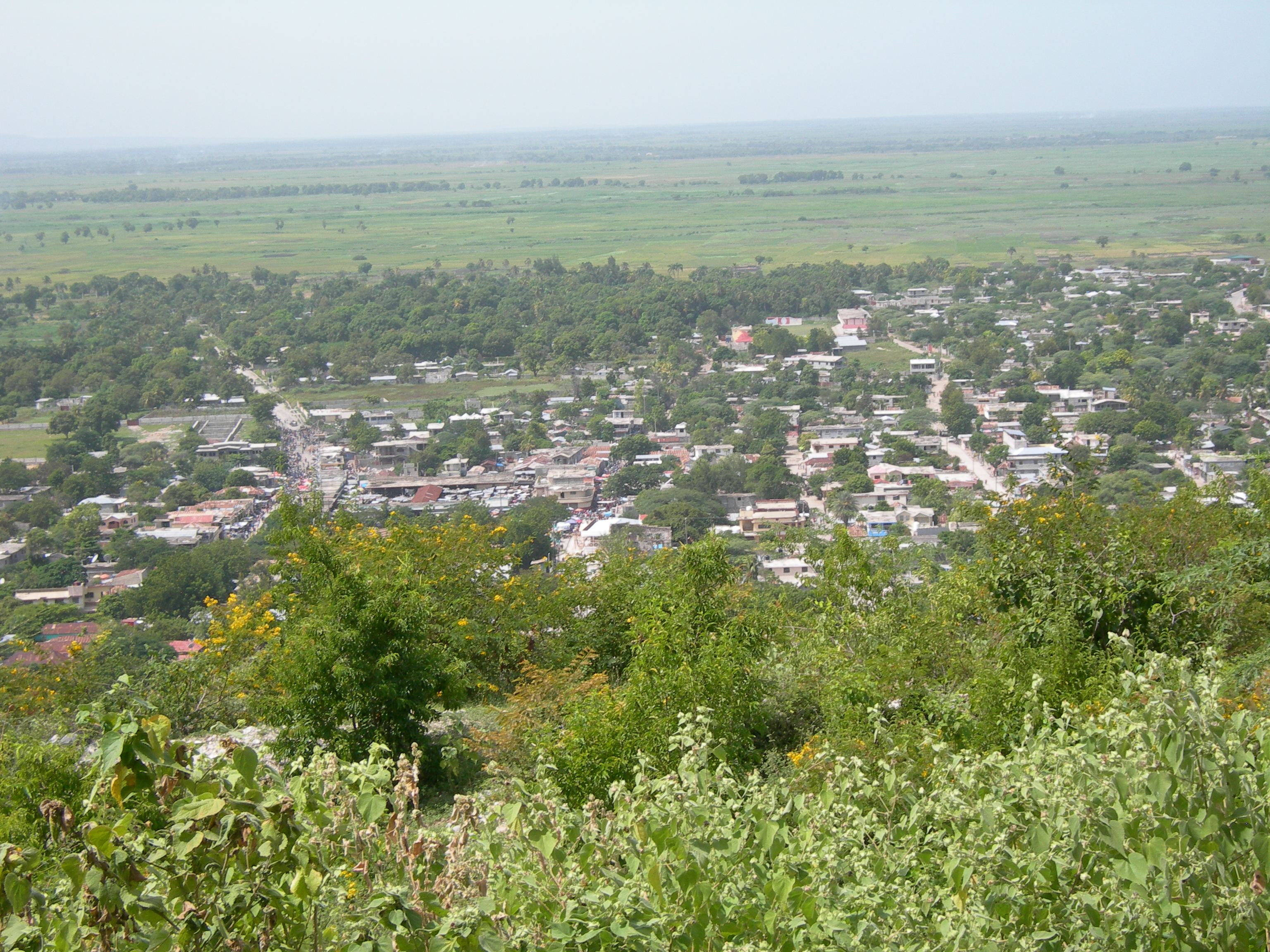

Dessalines (em crioulo, Desalin), é um arrondissement do Haiti, situado no departamento do Artibonite. De acordo com o censo de 2003, Dessalines tem uma população total de 272.615 habitantes.

## Comunas
O arrondissement de Dessalines é composto por 4 comunas.			
- Desdunes
- Dessalines
- Grande Saline
- Petite Rivière de l'Artibonite